# Butch Reynolds
Butch Reynolds, właśc. Harry Lee Reynolds Jr. (ur. 8 czerwca 1964 w Akron) – amerykański lekkoatleta - sprinter.

## Najważniejsze osiągnięcia
- Igrzyska Olimpijskie
  - Seul 1988: złoto – 4 × 400 m
  - Seul 1988: srebro – 400 m
- Mistrzostwa świata
  - Rzym 1987: złoto – 4 × 400 m
  - Stuttgart 1993: złoto – 4 × 400 m
  - Göteborg 1995: złoto – 4 × 400 m
  - Stuttgart 1993: srebro – 400 m
  - Göteborg 1995: srebro – 400 m
  - Rzym 1987: brąz – 400 m
- Rekordy świata
  - 400 m – 43,29 w 1988
  - 4 × 400 m – 2:56,16 w 1988 i 2:54,29 w 1993